# امانوئل سیاه
امانوئل سیاه (انگلیسی: Black Emanuelle) یک فیلم سکسنتفاعی و درام ایتالیایی به کارگردانی بیتو آلبرتینی است که در سال ۱۹۷۵ منتشر شد. از بازیگران آن می‌توان به لورا خمسر، آنجلو اینفانتی، کارین شوبرت، گابریله تینتی و ونانتینو ونانتینی اشاره کرد.

## مجموعه‌فیلم‌های امانوئل سیاه
پس از ساختِ امانوئلِ سیاه در سال ۱۹۷۵، چندین دنباله برای این فیلم ساخته شد که یکی از آنها را بیتو آلبرتینی و بقیه را جو داماتو کارگردانی کرد. البته آلبرتینی فیلم دیگری در سال ۱۹۷۷ به نام «دنیای احساسات اِمی وانگ» با نقش‌آفرینی چای لی ساخت که در برخی کشورها به نام امانوئل زرد منتشر شد.

### به کارگردانی بیتو آلبرتینی
- امانوئل سیاه (۱۹۷۵) با بازی  لورا خمسر
- امانوئل سیاه ۲ (۱۹۷۶) با بازی شولامیت لاسری

### به کارگردانی جو داماتو
- امانوئل در بانکوک (۱۹۷۶)
- امانوئل در آمریکا (۱۹۷۷)
- امانوئل – خشونت علیه زنان چرا؟ (۱۹۷۷)
- امانوئل و آخرین آدم‌خواران (۱۹۷۷)
- امانوئل و تجارت برده سفید (۱۹۷۸)